# Xã Antioch, Quận Lake, Illinois
Xã Antioch (tiếng Anh: Antioch Township) là một xã thuộc quận Lake, tiểu bang Illinois, Hoa Kỳ. Năm 2010, dân số của xã này là 27.745 người.